# Alfred Grund
Alfred Grund (* 3. August 1875 in Prag-Smíchov; † 11. November 1914 in Smederevo in Serbien) war ein österreichischer Geograph und Geologe.

## Leben
Alfred Grund studierte an der Universität Wien Geographie und Geschichte. Im Jahr 1899 wurde er auf Basis der Dissertation Topographische Veränderungen zwischen Traisen und Leitha und ihre Ursachen zum Dr. phil. promoviert. Ab 1901 war er Volontär an der Hofbibliothek. Im Jahr 1903 wurde er Assistent am Geographischen Institut der Universität in Wien und 1904 Privatdozent für Geographie. Im Jahr 1907 wechselte er als außerordentlicher Professor an die Universität Berlin und baute das ozeanographische Labor als Abteilungsvorstand des Instituts aus. 1910 wurde er, als Nachfolger des 1909 emeritierten Oskar Lenz (1848–1925), Professor der Geographie an der Karl-Ferdinands-Universität Prag.
Aus seinen Arbeiten zur Karsthydrographie stammt der Begriff des Karstwassers. Er war auch von 1911 bis 1914 Leiter des Hydrographischen Dienstes. Als dieser machte er alle zwölf Fahrten der S.M.S. Najade in der Adria aber auch bis nach Norwegen mit.
Grund war Soldat im Ersten Weltkrieg, er fiel im Serbienfeldzug in der Nähe von Belgrad.

## Werke
- Die Veränderungen der Topographie im Wiener Walde und Wiener Becken, 1901
- Die Karsthydrographie. Studien aus Westbosnien, 1903
- Landeskunde von Österreich-Ungarn, 1905
- —, Fritz Machacek (Red.): Geographischer Jahresbericht aus Österreich. In Verbindung mit dem Bericht über das Vereinsjahr erstattet vom Vereine der Geographen an der k.k. Universität in Wien, 1906
- —, Carl Giannoni:  Niederösterreich. Historischer Atlas der österreichischen Alpenländer 2,1,2. 1. Heft: Einleitung. Viertel ob und unter dem Mannhartsberg. Viertel ob dem Wienerwald, 1910
- Beiträge zur Morphologie des Dinarischen Gebirges, 1910
- Das Karstphänomen, 1910
- Beiträge zur Geschichte der hohen Gerichtsbarkeit in Niederösterreich, 1911/12